# Britt Hein
Britt Hein er en dansk sangerinde. Hun er sangerinde i Big Bandet Blast og synger lead i a capella gruppen Singers. Britt Hein har sunget backingvokal for en række af professionelle sangere bl.a. Sanne Salomonsen, Etta Cameron og Stig Rossen. Endvidere har Britt Hein lagt stemmer og vokal på en række disneyfilm, bl.a. Frost, Skønheden og udyret og Vaiana.
Som solist har hun i 2008 udgivet solo-albummet Sig det som det er på Cope Records.
Ved siden af sit virke som professionel sanger arbejder hun som vokal-coach på bl.a. Københavns universitet Musikvidenskab, Rytmisk musikkonservatorium Kbh og på Anne Rosing Instituttet.
Britt Hein er uddannet fra Rytmisk Musikkonservatorium i København og har den række efteruddannelser indenfor stemme og krop.[kilde mangler]